# آلتری
آلتری (به پرتغالی: Altri) شرکت خوشه‌ای صنعتی پرتغالی است، که دارای عملیات در زمینه جنگل‌داری و تهیه الوار، تولید خمیر کاغذ و کاغذ، نورد فولاد، تولید انرژی از طریق زیست‌توده‌ها و تولید هم‌زمان گرما و برق می‌باشد.
شرکت آلتری در سال ۲۰۰۵ راه‌اندازی شد. سهامداران اصلی این شرکت، عبارتند از: شرکت کوفی‌هولد (۲۰٫۴۷٪)، بانک سوئیسی یوبی‌اس (۹٫۹۲٪) و شرکت بستینور (۵٫۰۶٪) می‌باشند.
دفتر مرکزی این شرکت در شهر پورتو، پرتغال قرار دارد و بخشی از سهام آن در بازار بورس یورونکست لیسبون معامله می‌شود.